# J'enterre les vivants
Pour plus de détails, voir Fiche technique et Distribution.
J'enterre les vivants (titre original : I Bury the Living) est un film américain réalisé par Albert Band, sorti en 1958.

## Synopsis
Robert Kraft (Richard Boone), un dirigeant de société, doit accepter de gérer l'administration du cimetière local pendant un an. Dans la cabane du gardien, figure une carte du cimetière où les tombes occupées sont épinglées en noir tandis que les concessions achetées mais vides sont épinglées en blanc. Par erreur Robert inverse les couleurs d'épingle d'un jeune couple... qui meurt le lendemain. Par hasard ou par défi, Robert procède à une seconde inversion d’épingles tout aussi fatale à son destinataire. Robert affolé veut démissionner mais ses trois associés prétendant qu'il ne s'agît que de coïncidences, lui demandent alors comme test ultime de modifier leurs propres couleurs…

## Fiche technique
- Titre : J'enterre les vivants
- Titre original : I Bury the Living
- Réalisation : Albert Band
- Scénario : Louis Garfinkle
- Photographie : Frederick Gately
- Montage : Frank Sullivan
- Musique : Gerald Fried
- Décors : Edward Vorkapich
- Costumes : Bob Richards
- Producteurs : Albert Band et Louis Garfinkle
- Pays d'origine :  États-Unis
- Format : Noir et blanc — 35 mm — 1,37:1 — Son : Mono
- Genre : Film fantastique, Film d'horreur, Thriller
- Durée : 76 minutes (1 h 16)
- Dates de sortie :
  -  États-Unis : juillet 1958

## Distribution
- Richard Boone : Robert Kraft
- Theodore Bikel : Andy McKee
- Peggy Maurer : Ann Craig
- Howard Smith : George Kraft
- Herbert Anderson : Jess Jessup
- Robert Osterloh : le lieutenant Clayborne

Acteurs non crédités :
- Russ Bender : Henry Trowbridge
- Lynette Bernay : Elizabeth Drexel
- Cyril Delevanti : William Isham
- Ken Drake : Bill Honegger
- Matt Moore : Charlie Bates
- Glen Vernon : Stuart Drexel

## À noter
- J'enterre les vivants est le dernier film de l'acteur Matt Moore, décédé en janvier 1960.